# エラリー・スプレーベリー
エラリー・スプレーベリー（Ellery Sprayberry、2000年10月26日 - ）は、アメリカの女優。『アイ'ム ホーム 覗く男』、『バスケット』、『ブロンズ! 私の銅メダル人生』、『ザ・ヤング・アンド・ザ・レストレス』での役柄で知られる。

## 背景
スプレーベリーは、兄のディラン・スプレーベリーとともにテキサス州のヒューストンで生まれ育った。彼女は兄と一緒にコマーシャルや版画モデルのオーディションを受けるように頼まれた後、6歳で演技を始めた。 二人の子供たちはキャリアを追求するために2006年に両親とともにロサンゼルスに移住した。

## 主な出演作品
- サッカーママ (2008年)
- シュレック フォーエバー (2010年)
- ザ・ヤング・アンド・ザ・レストレス (2011年)
- バタフライルーム (2012年)
- バスケット (2016年)